# Sonata para piano n.º 2 (Brahms)

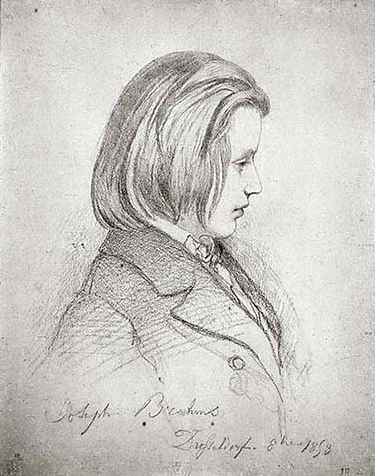
Dibujo a lápiz de Laurens de Johannes Brahms a la edad de 20 años, dibujado a petición de Robert Schumann en Düsseldorf (Bibliotheque Inguimbertine, Carpentras, Francia)

La Sonata para piano n.º 2 en fa sostenido menor es la obra de Johannes Brahms identificada como su opus 2. Está escrita en noviembre de 1852 y publicada al año siguiente en Hamburgo, igual que la Sonata para piano n.º 1.  Es la segunda de sus tres sonatas para piano. Esta sonata está dedicada a Clara Schumann.

## Historia
A pesar de ser su segundo trabajo publicado, en realidad fue compuesto antes de su primera sonata para piano, pero fue publicado más tarde debido a Brahms reconoció la importancia de una publicación inaugural y consideró que la sonata en do mayor era de una calidad superior. Fue enviada junto con su primera sonata para Breitkopf & Härtel con una carta de recomendación de Robert Schumann. Schumann había elogiado a Brahms con entusiasmo y la sonata da muestras de un esfuerzo para impresionarle. La sonata fue dedicada a la esposa de Schumann, Clara Schumann.

## Análisis musical

### Estructura
La sonata se compone de cuatro movimientos:
- I. Allegro non troppo, ma energico (fa sostenido menor)
- II. Andante con espressione (si menor)
- III. Scherzo: Allegro -- Poco più moderato (si menor - re mayor)
- IV. Sostenuto -- Allegro non troppo e rubato -- Molto sostenuto (fa sostenido menor, finalizando en el relativo mayor)

I. Allegro non troppo, ma energico.
El primer movimiento está en la convencional forma sonata-allegro.
II. Andante con espressione.
El segundo movimiento es un tema con variaciones basado en la Minnesang alemán Mir ist Leide. Al igual que el tema con variaciones de la primera sonata, las variaciones pasan desde el modo menor hasta su relativo mayor.
III. Scherzo: Allegro -- Poco più moderato.
El tercer movimiento es un scherzo y trío cuyo tema inicial es casi idéntico al del segundo movimiento.
IV. Sostenuto -- Allegro non troppo e rubato -- Molto sostenuto.
El finale comienza con una breve introducción de la tonalidad de la mayor, el relativo mayor de fa sostenido menor. El tema principal de la introducción se utiliza como primer tema de este movimiento, que está escrito siguiendo la forma sonata y contiene una exposición repetida. El coda del finale, contiene la indicación de pianissimo y que se interpretará con el pedal suave, retoma y desarrolla el material de la introducción del movimiento.